# Tobă

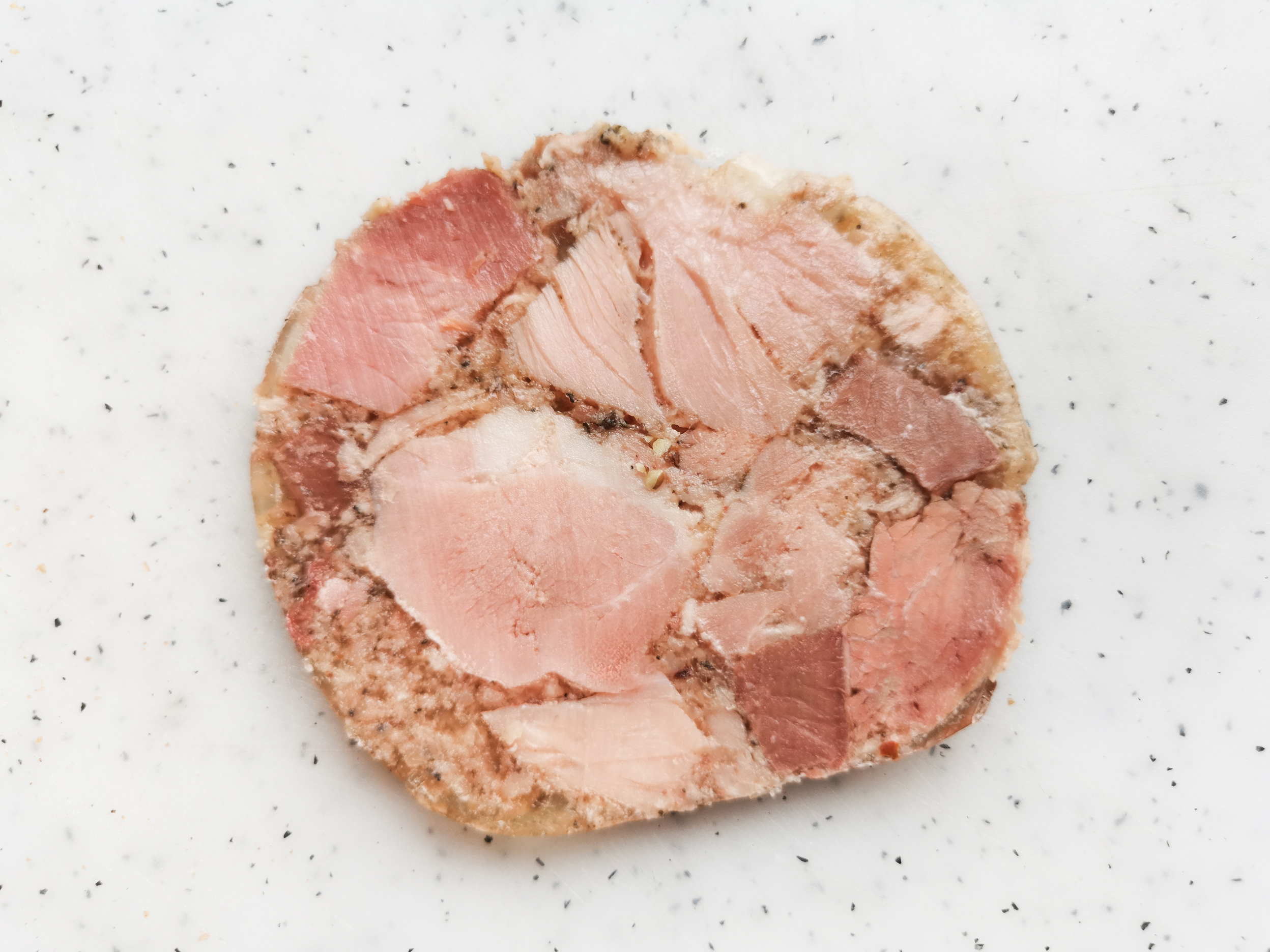
Secció de tobă

La tobă és un embotit tradicional romanès. Normalment es prepara a partir d'un estómac de porc farcit de gelatina de porc, orelles de porc, pell de porc (șorici, cansalada i vísceres (fetge, ronyó), a més d'espècies. Es pot fer també a partir de gall d'indi i/o pollastre. Té la mateixa composició que un altre embotit, el caltaboș, amb la diferència que la tobă conté una major quantitat de carn.